# 전혜빈
전혜빈(全慧彬, 1983년 9월 27일~)은 대한민국의 배우이다.

## 학력
- 세종초등학교 (졸업)
- 서울삼육중학교 (졸업)
- 계원예술고등학교 연극영화학과 (졸업)
- 동국대학교 연극영상학부[2] (학사)
- 연세대학교 대학원 신문방송학과 언론학 석사과정 (수료)

## 출연

### 드라마
- 2002년 MBC 일일 청춘시트콤 《논스톱 3》 ... 전혜빈 역
- 2003년 MBC 월화드라마 《내 인생의 콩깍지》 ... 하나 역
- 2003년 KBS2 월화드라마 《상두야 학교가자》 ... 윤희서 역
- 2004년 MBC 일요 미니시트콤 《미라클》 ... 세라 역
- 2004년 모바일 청춘드라마 《다섯개의 별》 ... 신영 역
- 2004년 KBS2 단막극 《드라마시티 - 사랑해요 수헬리》 ... 문영 역
- 2005년 SBS 주말 특별기획 드라마 《온리 유》 ... 차수재 역
- 2006년 KBS2 단막극 《KBS 드라마시티 - 쓰리의 전설》 ... 오정자 역
- 2007년 SBS 드라마 스페셜 《마녀유희》 ... 남승미 역
- 2007년 SBS 월화 특별기획 대하드라마 《왕과 나》 ... 설영 역
- 2008년 SBS 금요드라마 《신의 저울》 ... 노세라 역
- 2008년 KBS2 월화드라마 《난 네게 반했어》 ... 조민서의 맞선녀 역 (특별출연)
- 2009년 KBS2 월화드라마 《결혼 못하는 남자》 ... 이화란 역
- 2009년 KBS2 납량특집 월화드라마 《전설의 고향》 ... 소호 역
- 2010년 KBS2 단막극 《드라마 스페셜 - 보라색 하이힐을 신고 저승사자가 온다》 ... 이지연 역
- 2010년 OCN 금요드라마 《야차》 ... 정연 역
- 2011년 SBS 주말극장 《내사랑 내곁에》 ... 조윤정 역
- 2012년 JTBC 주말 특별기획 대하드라마 《인수대비》 ... 폐비 윤씨 역
- 2013년 KBS2 월화드라마 《직장의 신》 ... 금빛나 역
- 2014년 KBS2 단막극 《드라마 스페셜 - 카레의 맛》 ... 한유미 역
- 2014년 KBS2 수목드라마 《조선 총잡이》 ... 최혜원 역
- 2015년 KBS2 월화드라마 《힐러》 ... 김재윤 역
- 2016년 tvN 월화드라마 《또! 오해영》 ... 오해영 (금) 역
- 2016년 MBC 월화드라마 《캐리어를 끄는 여자》 ... 박혜주 역
- 2016년 KBS2 단막극 《드라마 스페셜 - 국시집 여자》 ... 미진 역
- 2017년 SBS 월화드라마 《조작》 ... 오유경 역
- 2018년 OCN 토일드라마 《라이프 온 마스》 ... 정서현 역
- 2018년 JTBC 월화드라마 《뷰티 인사이드》 ... 일일 한세계 역
- 2019년 KBS2 수목드라마 《왜그래 풍상씨》 ... 이정상 역
- 2019년 TV조선 일요드라마 《레버리지: 사기조작단》 ... 황수경 역
- 2020년 tvN 수목드라마 《오 마이 베이비》 ... 강효주 역 (특별출연)
- 2021년 KBS2 주말연속극 《오케이 광자매》 ... 이광식 / 전광식 역
- 2022년 Disney+ 오리지널 드라마 《키스 식스 센스》 ... 낚시부부 부인 역 (특별출연)
- 2024년 MBC 2부작 단막극 《나는 돈가스가 싫어요》 ... 임신애 역
- 2025년 JTBC 토일드라마 《에스콰이어 : 변호사를 꿈꾸는 변호사들》 … 허민정 역

### 영화
- 2004년 《령》 ... 김은서 역
- 2005년 《몽정기 2》 ... 방수연 역
- 2016년 《우리 연애의 이력》 ... 우연이 역
- 2016년 《럭키》 ... 드라마 여주인공 혜빈 역
- 2018년 《인어전설》 ... 영주 역
- 2019년 《힘을 내요, 미스터 리》 ... 은희 역
- 2020년 《죽도 서핑 다이어리》 ... 수정 역

### 공연
- 2009년 《햄릿》 ... 오필리어 역
- 2010년 《싱글즈》 ... 나난 역

### 방송
- 2003년 MBC 《강호동의 천생연분》
- 2003년 KBS2 《해피투게더 쟁반노래방》
- 2005년 KBS2 《스타골든벨》
- 2005년 KBS2 《위기탈출 넘버원》
- 2007년 KBS2 《해피선데이 여걸 식스》
- 2007년 SBS 《퀴즈 육감대결》
- 2012년 SBS 《김병만 정글의 법칙 in 마다가스카르》
- 2013년 SBS 《심장이 뛴다》
- 2013년 SBS 《런닝맨》
- 2015년 네이버TV 《뷰티스테이션 더쇼 2015》
- 2015년 SBS 《더 레이서》
- 2016년  JTBC 《아는 형님》
- 2016년 네이버TV 《뷰티스테이션 더쇼》
- 2016년 SBS 《정글의 법칙 in TONGA》
- 2017년 tvN 《우리들의 인생학교》
- 2018년 SBS 《런닝맨》
- 2018년 Fashion N 《팔로우미9》
- 2018년 SBS 《김병만의 정글의 법칙 in 남극》
- 2019년 JTBC 《한끼줍쇼》
- 2020년 KBS2 《신상출시 편스토랑》
- 2021년 KBS2 《옥탑방의 문제아들》
- 2023년 MBC 《황금어장 라디오스타》

## 저서
- 2011년 《전혜빈의 스타일리시바디》 - 스테이지팩토리

## 앨범
- 2003년 싱글 - Love Somebody
- 2005년 1집 - In My Fantasy

## 광고
- 2003년: 롯데제과 와
- 2003년: 코스라인
- 2003년: FILA
- 2003년: 버거킹 하와이안팩
- 2004년: SK텔레콤 모네타
- 2004년: 농심 왕뚜껑
- 2005년: 옥션
- 2005년: SK텔링크 1682 콜렉트콜
- 2007년: 프로스펙스 웜업웨어
- 2007년: 한국결혼박람회
- 2008년: 스무디킹
- 2008년: 인티아라 닷컴
- 2012년: 레몬디톡스
- 2012년: LG패션 라푸마
- 2013년: 아레나 스포츠
- 2014년: 바이오하우스 락
- 2014년: 좋은사람들 보디가드
- 2015년: 빅토리아코리아 스웨덴에그팩
- 2015년: 비비마스크
- 2016년: SOL:RX
- 2021년: 애즈유

## 홍보대사
- 2005년 한국메이크어위시재단 홍보대사
- 2012년 조아스전자 명예 디자이너
- 2015년 제3회 무주산골영화제 홍보대사
- 2017년 양양군 서핑 홍보대사

## 수상 및 후보
| 연도 | 시상식                         | 부문                              | 작품                            | 결과 |
| ---- | ------------------------------ | --------------------------------- | ------------------------------- | ---- |
| 2006 | KBS 연기대상                   | 여자 단막극상                     | KBS 드라마시티 - 쓰리의 전설    | 후보 |
| 2011 | 제4회 코리아드라마어워즈       | 케이블TV상                        | 야차                            | 수상 |
| 2012 | 제1회 에이판 스타 어워즈       | 패셔니스타상                      | 빈칸                            | 수상 |
| 2012 | SBS 연예대상                   | 베스트 엔터테이너상               | 정글의 법칙                     | 수상 |
| 2014 | KBS 연기대상                   | 여자 조연상                       | 조선총잡이                      | 후보 |
| 2016 | 제5회 아시아태평양 스타 어워즈 | 여자 연기상                       | 또! 오해영                      | 후보 |
| 2016 | MBC 연기대상                   | 특별기획부문 여자 우수연기상      | 캐리어를 끄는 여자              | 후보 |
| 2016 | KBS 연기대상                   | 여자 연작·단막극상                | KBS 드라마 스페셜 - 국시집 여자 | 후보 |
| 2017 | SBS 연기대상                   | 월화드라마부문 여자 우수연기상    | 조작                            | 후보 |
| 2018 | SBS 연예대상                   | 베스트 챌린지상                   | 정글의 법칙                     | 수상 |
| 2019 | KBS 연기대상                   | 베스트 커플상(with 이시영)        | 왜그래 풍상씨                   | 후보 |
| 2019 | KBS 연기대상                   | 네티즌상 - 여자부문               | 왜그래 풍상씨                   | 후보 |
| 2021 | KBS 연기대상                   | 장편드라마부문 여자 우수연기상    | 오케이 광자매                   | 후보 |
| 2024 | 제10회 에이판 스타 어워즈      | 단막극부문 남자 우수연기상        | 나는 돈가스가 싫어요            | 후보 |
| 2024 | MBC 연기대상                   | 일일·단막극부문 여자 최우수연기상 | 나는 돈가스가 싫어요            | 후보 |

## 같이 보기
- 대한민국의 여자 배우 목록
- 대한민국의 음악가 목록